# Hamburg European Open 2021
Hamburg European Open 2021 — тенісний турнір, що проходив на ґрунтових кортах у місті Гамбург, Німеччина з 12 липня. Належав до категорій ATP 500 та WTA 250.

## Фінальна частина

### Чоловіки, одиночний розряд
Пабло Карреньо Буста —  Філіп Країнович 6–2, 6–4

### Чоловіки, парний розряд
Тім Пюц /  Майкл Вінус —  Кевін Кравіц /  Горія Текеу 6–3, 6–7(7–3), [10–8]